# Joshua Primo
Joshua Lincoln Alexander Primo (Mississauga, 24 dicembre 2002) è un cestista canadese, professionista in NBA.

## High school
Primo gioca a basket nella Huntington Prep School di Huntington, West Virginia, dove è compagno di squadra di JT Thor. Si trasferisce successivamente alla Royal Crown Academic School di Scarborough, Toronto. Primo decide poi di riclassificarsi nella classe 2020 e diplomarsi in anticipo.

## College
Considerato una recluta a cinque stelle da 247Sports, Primo si impegna a giocare con Alabama, preferendola a Creighton. Nella sua prima e unica stagione, Primo è il più giovane giocatore di basket collegiale. Tiene una media di 8,1 punti e 3,4 rimbalzi a partita e viene selezionato nel quintetto All-Freshman della Southeastern Conference. Il 21 aprile 2021 si rende eleggibile per il Draft NBA 2021, mantenendo inizialmente la sua idoneità al college. Dopo ottime prestazioni alla NBA Combine di Chicago, Primo conferma la sua permanenza nel Draft, rinunciando all'eleggibilità collegiale.

## NBA

### San Antonio Spurs (2021-2022)
Viene selezionato dai San Antonio Spurs con la 12ª scelta assoluta al Draft 2021. Il 28 ottobre 2022 viene rilasciato dal club texano.

## Nazionale
Primo ha rappresentato il Canada alla Coppa del mondo di basket Under 19 FIBA del 2019 in Grecia. All'età di 16 anni, era il giocatore più giovane della squadra e una media di 4,2 punti a partita.

## Statistiche

### NCAA
| Anno      | Squadra            | PG | PT | MP   | TC%  | 3P%  | TL% | RP  | AP  | PRP | SP  | PP  |
| --------- | ------------------ | -- | -- | ---- | ---- | ---- | --- | --- | --- | --- | --- | --- |
| 2020-2021 | Alabama Crim. Tide | 30 | 19 | 22,5 | 43,1 | 38,1 | 75  | 3,4 | 0,8 | 0,6 | 0,3 | 8,1 |
| Carriera  | Carriera           | 30 | 19 | 22,5 | 43,1 | 38,1 | 75  | 3,4 | 0,8 | 0,6 | 0,3 | 8,1 |

#### Massimi in carriera
- Massimo di punti: 22 (2 volte)[12]
- Massimo di rimbalzi: 6 vs Mississippi (29 dicembre 2020)
- Massimo di assist: 3 (3 volte)
- Massimo di palle rubate: 4 vs Kentucky (12 gennaio 2021)
- Massimo di stoppate: 2 vs Kentucky (26 gennaio 2021)
- Massimo di minuti giocati: 38 vs Auburn (9 gennaio 2021)

### NBA

#### Regular Season
| Anno      | Squadra           | PG | PT | MP   | TC%  | 3P%  | TL%  | RP  | AP  | PRP | SP  | PP  |
| --------- | ----------------- | -- | -- | ---- | ---- | ---- | ---- | --- | --- | --- | --- | --- |
| 2021-2022 | San Antonio Spurs | 50 | 16 | 19,3 | 37,4 | 30,7 | 74,6 | 2,3 | 1,6 | 0,4 | 0,5 | 5,8 |
| 2022-2023 | San Antonio Spurs | 4  | 0  | 23,3 | 34,6 | 25,0 | 77,8 | 3,3 | 4,5 | 0,3 | 0,5 | 7,0 |
| 2023-2024 | L.A. Clippers     | 2  | 0  | 5,0  | 33,3 | 0,0  | -    | 0,5 | 0,0 | 0,0 | 0,5 | 1,0 |
| Carriera  | Carriera          | 56 | 16 | 19,1 | 37,1 | 30,0 | 75,0 | 2,3 | 1,8 | 0,4 | 0,5 | 5,7 |

#### Massimi in carriera
- Massimo di punti: 15 vs Toronto Raptors (4 gennaio 2022)[13]
- Massimo di rimbalzi: 7 vs Indiana Pacers (12 marzo 2022)
- Massimo di assist: 7 vs Indiana Pacers (21 ottobre 2022)
- Massimo di palle rubate: 3 (2 volte)
- Massimo di stoppate: 4 vs Phoenix Suns (6 dicembre 2021)
- Massimo di minuti giocati: 39 vs Brooklyn Nets (9 gennaio 2022)

## Palmarès

### Squadra

#### NCAA
- SEC Tournament (2021)

### Individuale

#### NCAA
- SEC All-Freshman Team (2021)